# St. Ursula (Böel)

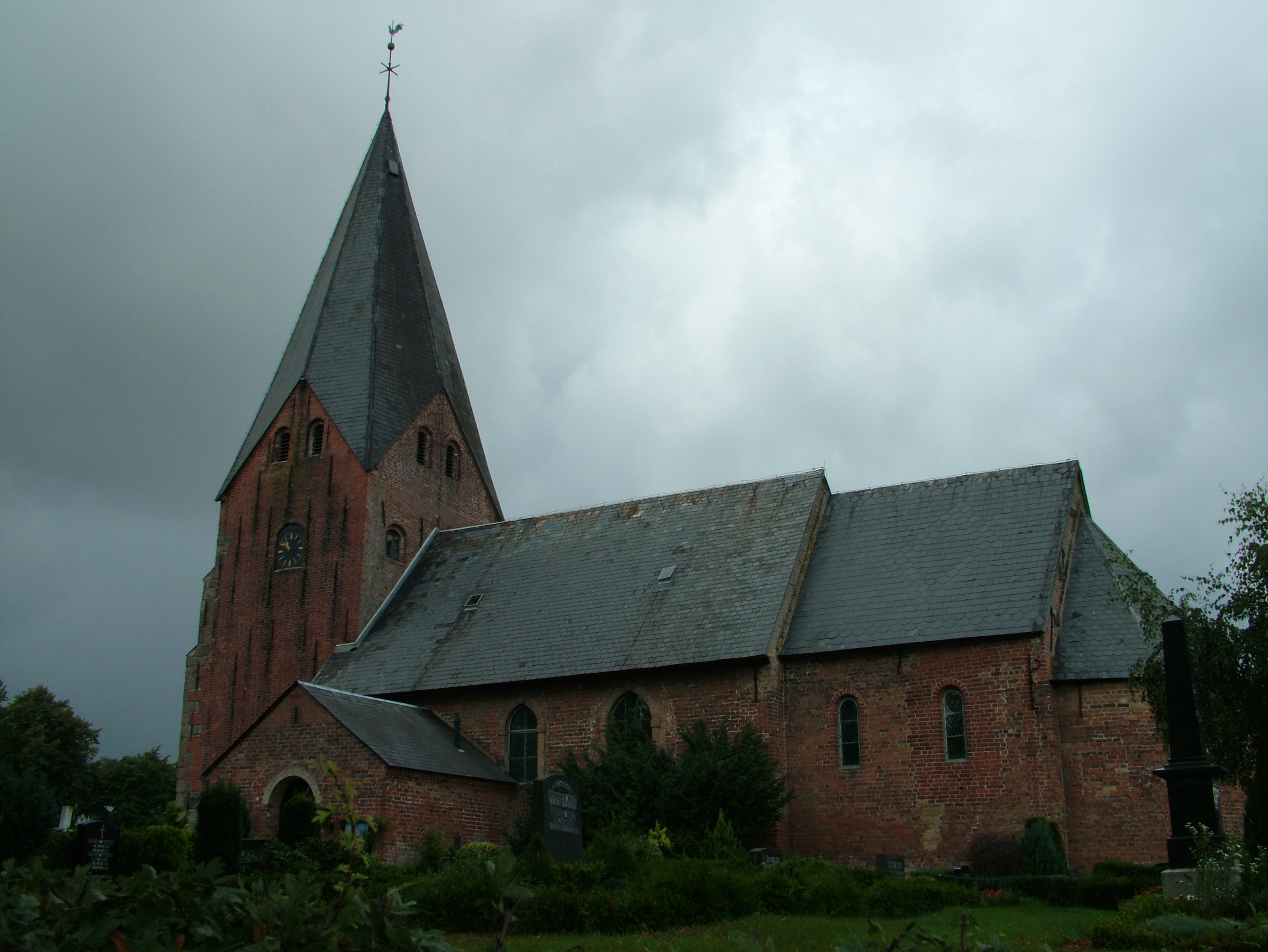
St. Ursula (Böel)

Die St.-Ursula-Kirche in Böel, einer Gemeinde im Kreis Schleswig-Flensburg in Schleswig-Holstein, ist ein überwiegend spätromanischer Backsteinbau, dessen älteste Teile (Schiff, Chor, Apsis) ungefähr 1230 errichtet wurden. Die Kirche gehört zur 2019 fusionierten evangelisch-lutherischen Kirchengemeinde Süderbrarup in der Nordkirche.

## Baugeschichte
Um 1230 wurde die Kirche gebaut – der Sage nach nur von Frauen. Diese Sage verbindet sich vermutlich mit dem Patrozinium der Heiligen Ursula von Köln, die auf ihrer Wallfahrt nach Rom zusammen mit 11.000 Jungfrauen den Märtyrertod gestorben sein soll. Wahrscheinlich entstand die Kirche auf Betreiben des dänischen Königs, der auch das Kirchenpatronat innehatte. 1473 schenkte Christian I. dem Kloster Mohrkirchen das Patronatsrecht über die Kirche. Von diesem Zeitpunkt an versahen die Mönche des Klosters den Gottesdienst. Die Periode endete im Jahr 1544 mit der Aufhebung des Klosters infolge der Reformation. Danach wurde die Kirche wieder selbständig unter einem lutherischen Pastor.
Um 1500 entstand der spätgotische Westturm. Ziegel des ehemaligen Klosters Mohrkirchen dienten als Baumaterial. In die Zeit fällt auch der Anbau des südlichen Vorhauses. 1750 wurde die westliche Turmmauer mit Granitquadern verstärkt. Wegen einer Wasserader unter dem Turm hatte sich dieser geneigt. 1894 wurde ein Dachreiter bei einem Sturm zerstört, ein neuer wurde nicht erstellt. 1911 hat man die romanischen Fenster der Apsis und der Nordseite wiederhergestellt, ebenso den Chorbogen und das Apsisgewölbe.
2002 wurden die Seitenleuchten erneuert und ein neuer Kronleuchter wurde installiert. Die Kirche erhielt einen neuen Innenanstrich.

## Bauwerk
Das Bauwerk gliedert sich in Westturm, Schiff, eingezogenen Chor, eingezogener Apsis und Vorhaus.
Der wuchtige, quadratische Turm ist 35 m hoch. Das spitze achtseitige Zeltdach ist wie auch das Kirchenschiff schiefergedeckt. In seinen Giebelfeldern sind an jeder Seite zwei Schallöffnungen für das Geläut eingelassen. Zahlreiche Maueranker sowie die abgetreppte Granitverstärkung der Westwand dienen der Stabilisierung.
Nach Osten folgen das Kirchenschiff mit Spitzbogenfenstern und Satteldach, der schmalere Chorbereich mit Rundbogenfenstern und die halbrunde Apsis ebenfalls mit Rundbogenfenstern. Das schlichte Vorhaus ist dem westlichen Teil des Schiffs nach Süden hin vorgebaut. Dessen rundbogiges Portal mit Oberlichttür bildet den Haupteingang.

## Inneres

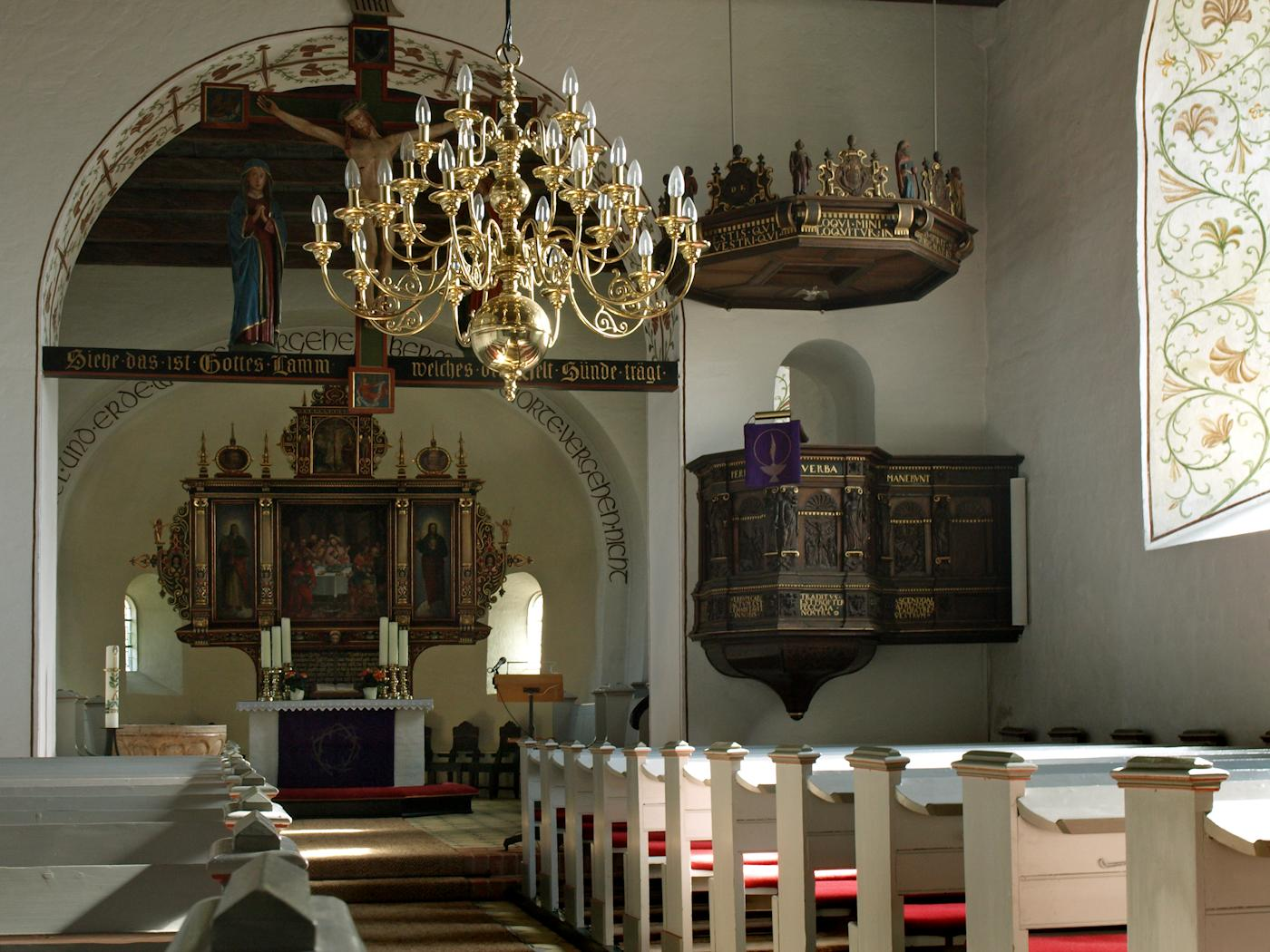
Blick nach Osten, im Vordergrund der Kronleuchter von 2002

Die Gliederung von Turmhalle, Schiff, Chor und Apsis bestimmt den Innenraum.
Die Orgel im westlichen Schiffsteil wird von einer hufeisenförmig umlaufenden Empore eingeschlossen, die auf schlanken Säulen ruht und aus dem Jahr 1867 stammt. Ein Chorbogen mit Triumphkreuz trennt Schiff und Chor. In der Apsis – durch einen beschrifteten Bogen vom Chor getrennt – befindet sich der Altar. Sowohl das Schiff als auch der Chor werden von einer Holzbalkendecke abgeschlossen, während über der Turmhalle noch das spätgotische siebenrippige Gewölbe erhalten ist.

## Ausstattung

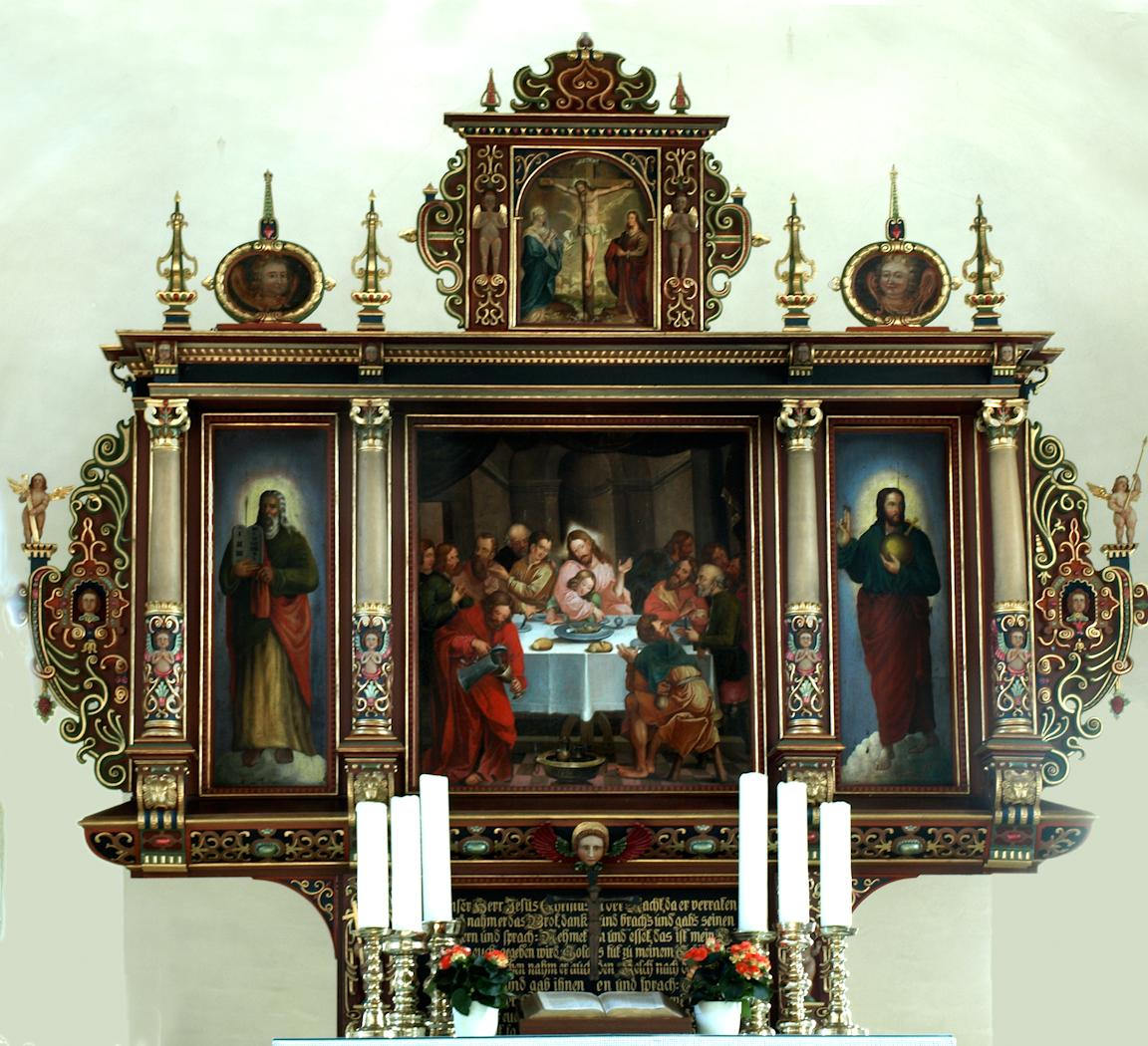
Altaraufsatz von 1649

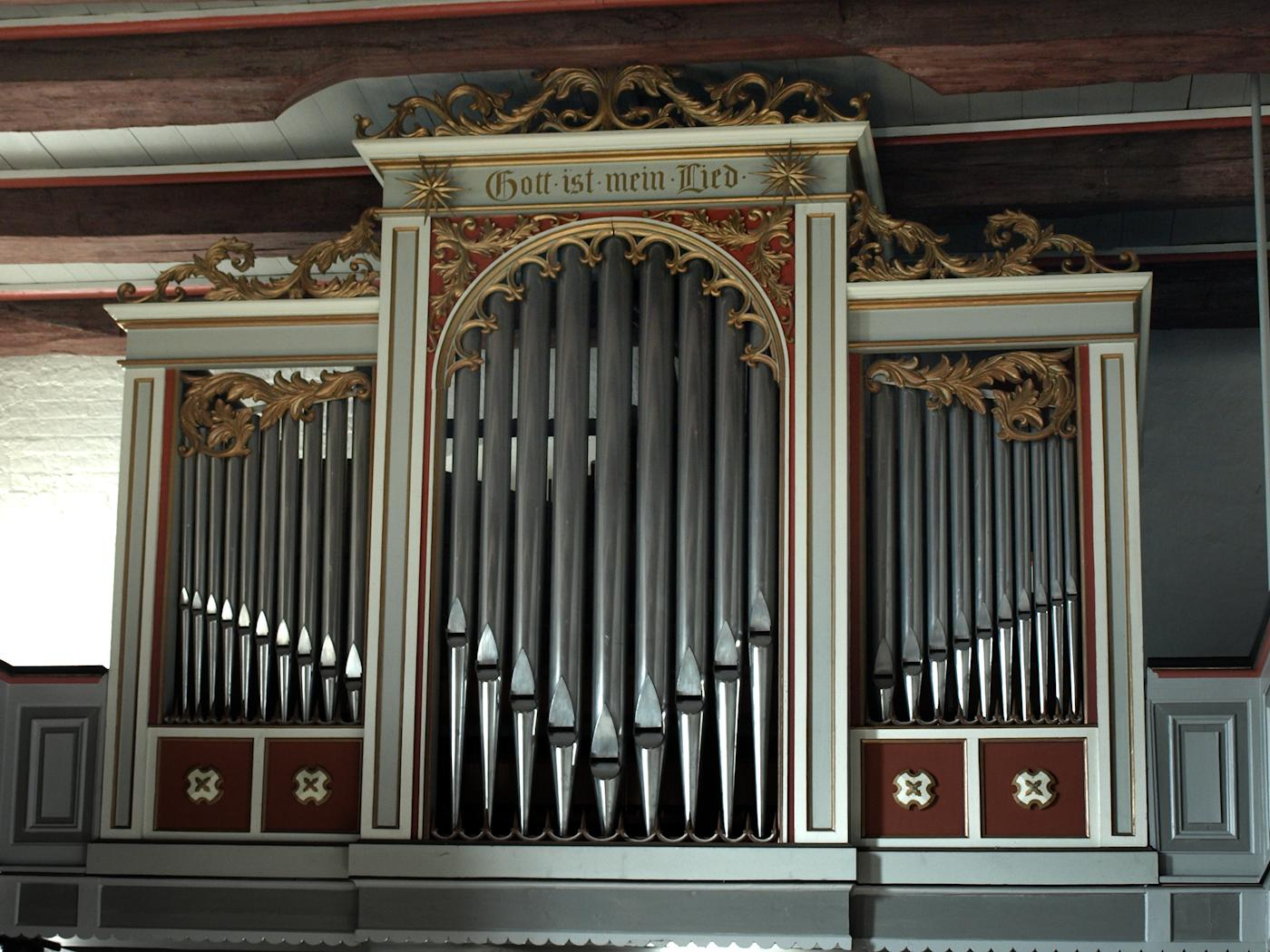
Orgel von 1868

- Altar
Der Altar ist aus Ziegeln gemauert und trägt einen dreiteiligen Aufsatz in Formen der Spätrenaissance aus dem Jahr 1649. Das Zentrum bildet ein Ölbild des Abendmahls nach Albrecht Dürers Großer Holzschnitzpassion von 1510, darüber ein kleineres Gemälde der Kreuzigung. Außen ist links Mose mit den Gesetzestafeln dargestellt, rechts Jesus als Salvator mundi. Die Datierung der Bilder ist in der Literatur widersprüchlich angegeben, sicher ist, dass einige von 1867 stammen, die mittleren sind eventuell älter. Die beiden Seitentafeln waren ursprünglich mit Inschriften versehen, die 1867 durch die bestehenden Gemälde ersetzt wurden. Drei Altar-Leuchterpaare stehen auf der Altarplatte. Sie stammen aus dem 17. Jh. und sind in ihrer Höhe unterschiedlich. Ihr Metall besteht aus Gelbguss  und Rotguss.

- Orgel
Vorläufer der Orgel war ein Harmonium, das 1868 durch die jetzige Orgel ersetzt wurde. Diese wurde von Marcussen aus Apenrade gebaut und 1968 renoviert.
- Kanzel
Die Kanzel im Stil der späten Renaissance wird auf den Anfang des 17. Jahrhunderts datiert. Die Schnitzarbeiten werden dem Ringerink-Kreis zugeordnet. Der polygonale Korb zeigt auf den Pilastern Figuren der Tugenden, in den Feldern Reliefs aus dem Leben Christi. Die lateinische Inschrift der Kanzel lautet OMNIA PERIBUNT VERBA AUTEM MEA MANEBUNT. Es ist derselbe Bibeltext, der auf Deutsch über dem südlichen Chorbogen steht: „Himmel und Erde werden vergehen, aber meine Worte werden nicht vergehen“ (Mt 24,35 LUT). 
Der achteckige Schalldeckel ist gekrönt von Beschlagwerkaufsätzen und vier Apostelfiguren. Auf seinem Rand steht NON VOSESTIS QUI LOQUIMINI SED SPIRITUS PATRIS VESTRI QUI LOQUITOR IN VOBIS (Nicht Ihr seid es, die ihr redet, sondern der Geist eures Vaters, der durch euch spricht).
- Taufe
Die spätromanische Taufe aus Kalkstein stammt aus Gotland und wurde um 1240 in dieser Kirche aufgestellt. Ihre Kuppa zeigt Rundbogenblenden. Die Taufschüssel von 1758 besteht aus Messing mit achteckigem Rand.
- Triumphkreuzgruppe
Die Triumphkreuzgruppe aus Eichenholz ist ein spätgotisches Werk aus dem letzten Viertel des 15. Jahrhunderts. Nur der Balken an der Basis stammt von 1911. Der Gekreuzigte ist mit Dornenkrone und geneigtem Kopf dargestellt, mit drei Nägeln an das Kreuz genagelt. Seitlich stehen Maria und Johannes. Das Kreuz zeigt an den quadratischen Endstücken die Symbole der Evangelisten. Auf dem Balken, der die Basis für die Seitenfiguren bildet, steht:
SIEHE DAS IST GOTTES LAMM, WELCHES DER WELT SÜNDE TRÄGT.

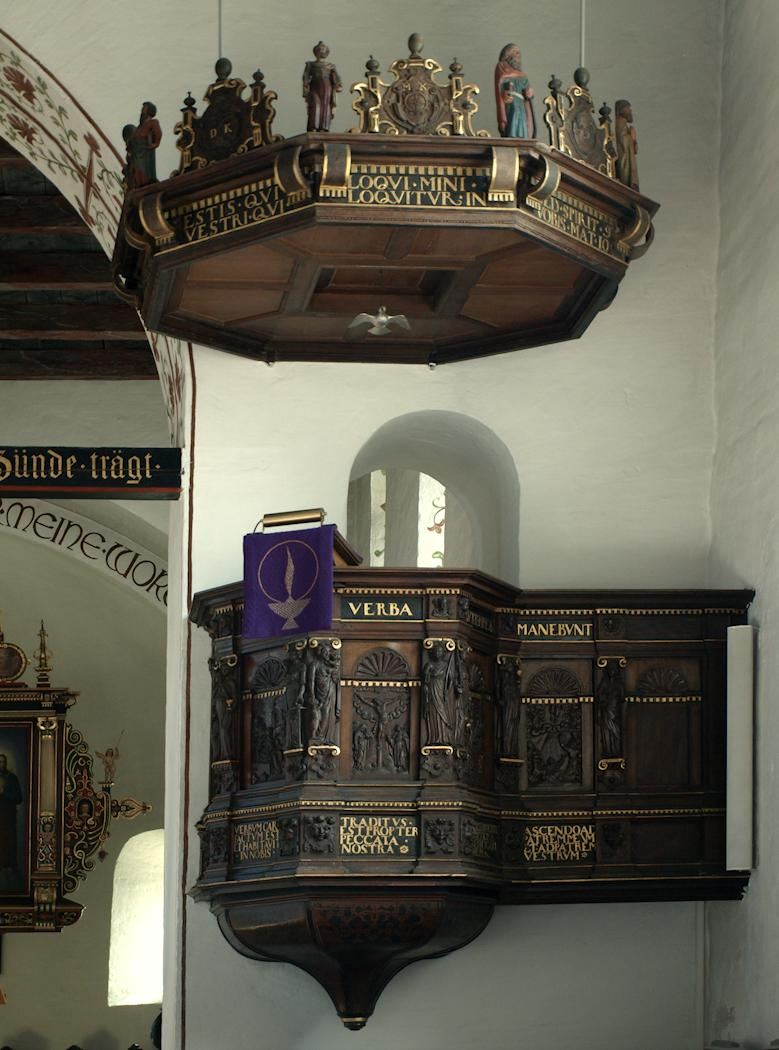
Kanzel vom Anfang des 17. Jahrhunderts
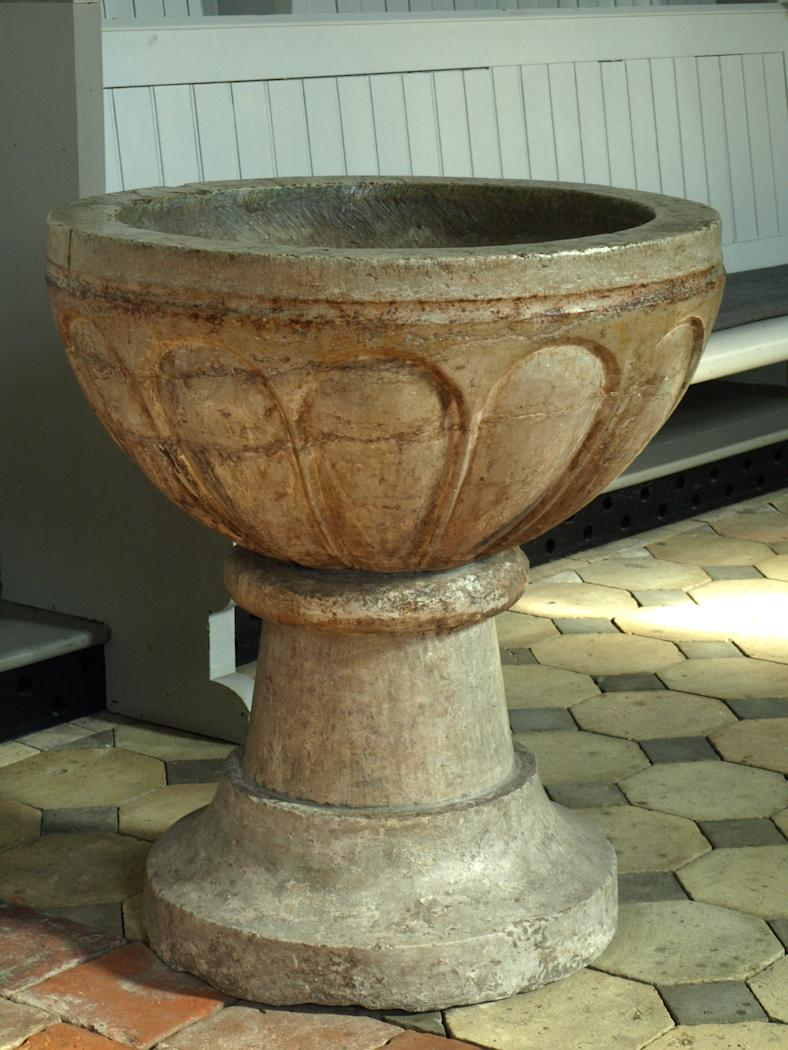
Taufstein aus Gotland von 1240
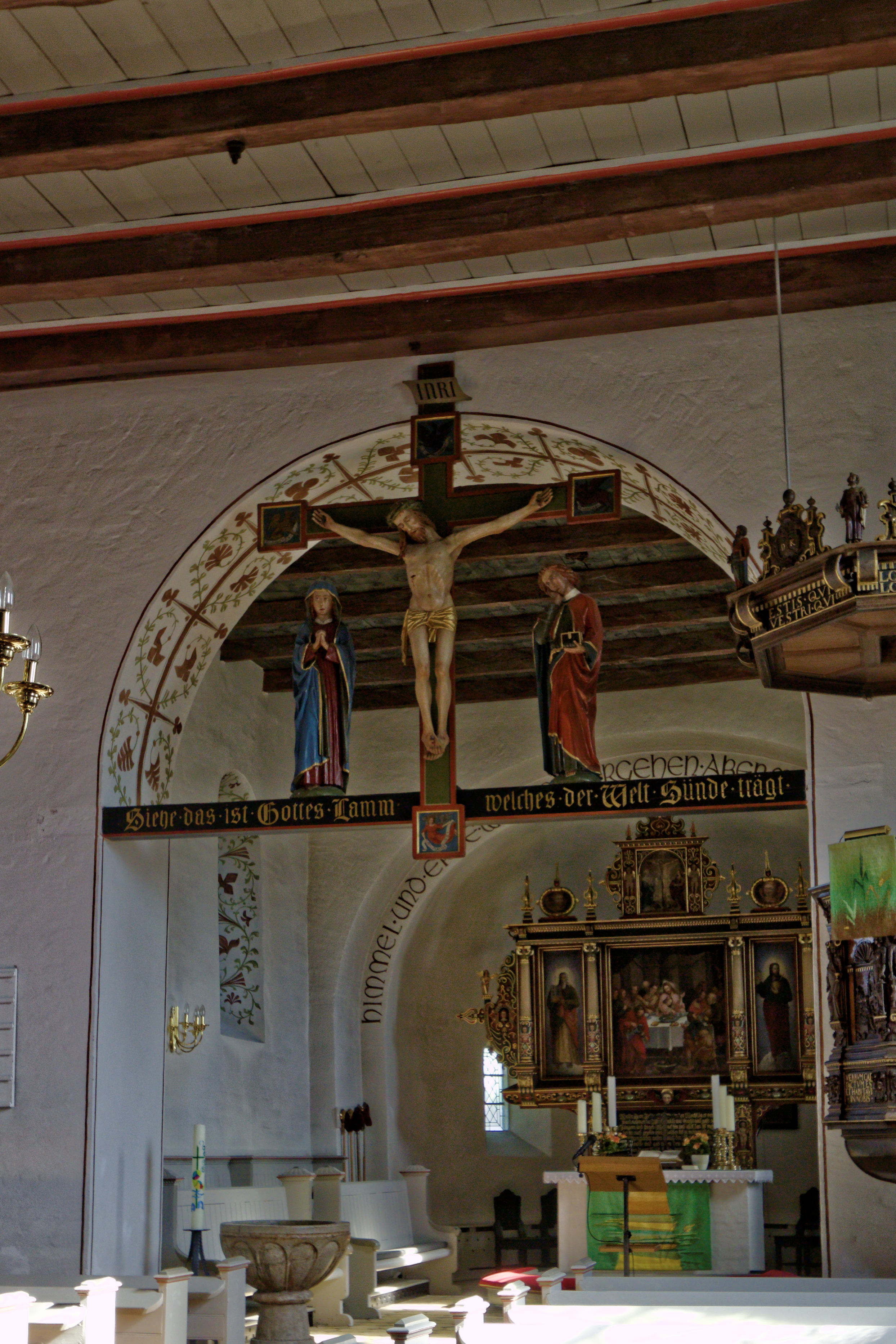
Triumphkreuzgruppe vom Ende des 15. Jahrhunderts

- Glocken
Die alten Bronzeglocken von 1840 mussten 1917 für Kriegszwecke abgegeben werden. Sie wurden 1921/1922 durch zwei Stahlglocken ersetzt. Diese tragen die Aufschrift LEHRE und MAHNE.